# 山地榄属
山地榄属（学名：Santiria）是橄榄科下的一个属，为乔木植物。该属共有约23种，分布于非洲热带地区、印度、马来西亚。